# Ташлинский сельсовет (Ташлинский район)
Ташлинский сельсовет — сельское поселение в Ташлинском районе Оренбургской области Российской Федерации.
Административный центр — село Ташла.

## История
Статус и границы сельского поселения установлены Законом Оренбургской области от 2 сентября 2004 года № 1424/211-III-ОЗ «О наделении муниципальных образований Оренбургской области статусом муниципального района, городского округа, городского поселения, установлении и изменении границ муниципальных образований».

## Население
| 2010  | 2012  | 2013  | 2014  | 2015  | 2016  | 2017  |
| ----- | ----- | ----- | ----- | ----- | ----- | ----- |
| 7180  | ↗7220 | ↗7364 | ↗7488 | ↗7618 | ↗7698 | ↘7666 |
| 2018  | 2019  | 2020  | 2021  |       |       |       |
| ↘7646 | ↘7570 | ↗7615 | ↘7460 |       |       |       |

## Состав сельского поселения
| № | Населённый пункт | Тип населённого пункта       | Население |
| - | ---------------- | ---------------------------- | --------- |
| 1 | Плодопитомник    | посёлок                      | ↘108      |
| 2 | Ташла            | село, административный центр | ↗7352     |